# Перванш

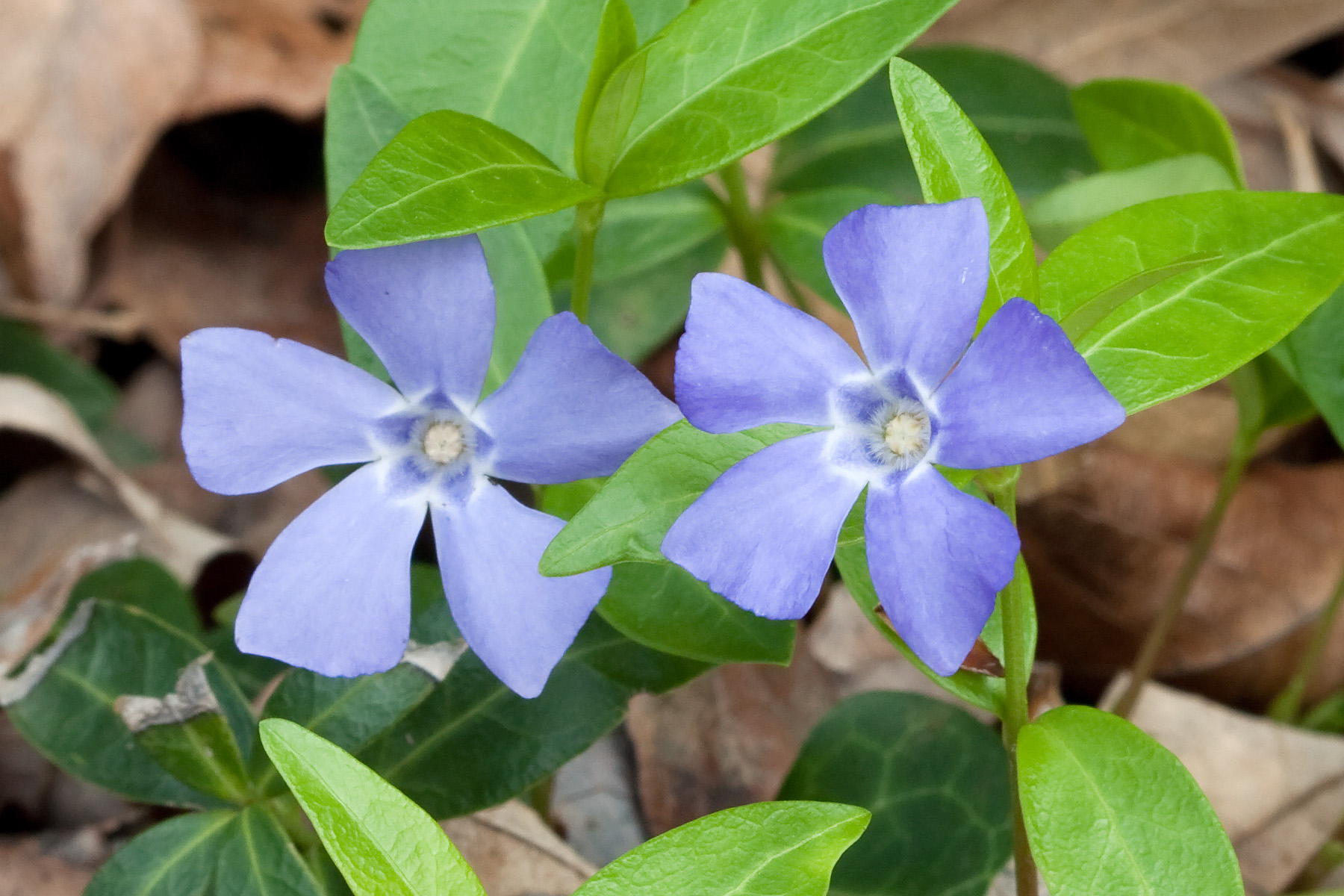
Цветок барвинка

Перва́нш (фр. pervenche, барвинок) — один из оттенков голубого цвета, «светло-голубой с розовато-сиреневой надцветкой», «бледно-голубой с сиреневым оттенком», «сложный сиренево-голубой», близок к цвету «гри-де-перль» (жемчужный оттенок серого). Термин произошёл от французского названия барвинка, растения с голубыми и, реже, фиолетовыми цветами. Наиболее часто он используется для обозначения цвета тканей.
Один из любимых цветов эпохи рококо. В архитектуре этого периода перванш вместе с другими сильно разбеленными цветами (гри-де-перль, сомон, беж) сменил яркие цвета барокко.
В России цвет был особенно популярен в первое десятилетие XX века. Впоследствии название практически вышло из употребления, в связи с тем, что в обиходе уже не пользовались французским языком. Одно из последних упоминаний оттенка «перванш» содержится в мемуарах Т. А. Аксаковой-Сиверс в описании придворного бала в московском Дворянском собрании в честь 300-летия дома Романовых. По её воспоминаниям, сочетание бледно-розового с перванш было модным в 1913 году.